# Manoir de Bodel
Ne doit pas être confondu avec Manoir de Bosdel.
Le manoir de Bodel (ou château de Bodel, manoir Sainte-Suzanne de Bodel,) est un manoir qui se dresse sur la commune française de Caro, dans le département du Morbihan.

## Localisation
Le manoir est situé au lieu-dit Bodel, à environ 2,7 km à vol d'oiseau au sud-sud-est du centre-bourg de Caro et environ 3 km au nord-nord-ouest du centre-bourg de Ruffiac.

## Historique
Un premier bâtiment, appartenant à la famille Bodel, occupe l'emplacement du manoir actuel dès le XIIIe siècle. Le bâtiment actuel semble, quant à lui, dater des XIVe et XVIe siècles. À cette époque, il possède les droits de haute, moyenne et basse justices, matérialisées par la présence d'une prison et de fourches patibulaires. Durant les guerres de la Ligue, il se dote d'un pavillon d'angle fortifié.
Il est restauré en 2013, par consolidation de la tourelle sud.
Le manoir appartient successivement aux familles Bodel, de Mauléon (Jean de Mauléon, trésorier de l'épargne de Jean V, en est propriétaire dans la première moitié du XVe siècle), de Houx, écuyers de la maison ducale, avant 1427, Théhillac (au XVIe siècle), Botherel-Quintin (au XVIIe siècle), de Francheville, Collobel, Anger de Kernisan (au XIXe siècle), Préaudeau, Gicquel, Texier et Briand (au XXIe siècle).
Les façades et toitures du manoir sont inscrites au titre des monuments historiques par arrêté du 30 mars 1978.

## Description
L'édifice est construit en granite et en schiste. Le corps de logis se présente comme un seul bâtiment à deux pièces par étage, chacune d'entre elles étant desservie par un escalier à vis en tour extérieure sur la façade sud. L'une de ces tours sert également d'entrée sur le rez-de-chaussée (porte du XVIe siècle). L'extrémité supérieure de la tour sud-est a été aménagé en une petite chambre circulaire, desservie par un escalier situé dans la deuxième tourelle en encorbellement dans l'angle de la tour. Les toitures sont en poivrière. À l'intérieur, on trouve une grande salle haute sous charpente.
Le manoir possédait une petite chapelle privée dédiée à sainte Suzanne, dont l'autel orne aujourd'hui l'église de Ruffiac.